# Xian de Keshan
Le xian de Keshan (克山县 ; pinyin : Kèshān Xiàn) est un district administratif de la province du Heilongjiang en Chine. Il est placé sous la juridiction de la ville-préfecture de Qiqihar.

## Démographie
La population du district était de 485 194 habitants en 1999.